# Surovye kilometry
Surovye kilometry (Суровые километры) è un film del 1969 diretto da Oleg Pavlovič Nikolaevskij.